# Stadion Fiołent w Symferopolu
Stadion „Fiołent” (ukr. Cтадіон «Фіолент») – wielofunkcyjny stadion w Symferopolu na Ukrainie.
Stadion „Meteor” w Symferopolu został zbudowany 1 kwietnia 1935. Stadion również nazywał się „Niebieskie boisko”, „Charczowyk”, „Awanhard”. Po rekonstrukcji w 2005 stadion dostosowano do standardów UEFA i FIFA, wymieniono część starych siedzeń na siedzenia z tworzywa sztucznego. Rekonstruowany stadion może pomieścić 5 000 widzów. Domowa arena klubu IhroSerwis Symferopol.